# Hellegat (water)
Het Hellegat is een water in Zuid-Holland, waar het Haringvliet, het Hollandsch Diep en het Volkerak samenkomen. Het ligt tussen Goeree-Overflakkee en de Hoeksche Waard (beide in Zuid-Holland) en de noordwestkust van Noord-Brabant.
De naam verwijst mogelijk naar de kolkende getijstromen waarin menig schip in het verleden is vergaan. Dit is echter niet zo waarschijnlijk, omdat de stromingen daar niet "kolkend" waren, maar wel heel erg onvoorspelbaar. Dit komt omdat de stroming hier afhing van het getij in de Oosterschelde, in het Brouwershavense Gat, in het Haringvliet en van de Rijnafvoer. De geulen verlegden zich regelmatig, waren soms heel smal en bochtig. Uitgebreide metingen van Rijkswaterstaat in 1931 en 1932 bevestigden dit.
Het zou ook kunnen dat de  de naam verwijst naar de Helle of in de Romeinse tijd Helinium, een oude naam voor de brede Maasmonding, waar ook het nabijgelegen Hellevoetsluis zijn naam aan heeft ontleend. De Helle'voet' was het laagste punt van de Helle, terwijl Helle'gat' de hogerop gelegen toegang tot de riviermonding vormde. 
Een andere mogelijke verklaring is dat de naam Hellegat verwijst naar de kleine buurtschap ‘de Hil’ of ‘de Hel’. Deze aanduiding staat voor een natuurlijke hoogte in het landschap. Deze buurtschap, waar later fort de Hel is aangelegd, wordt  aangeduid op vroege kaarten, en heeft ook de naam gegeven aan de Helsedijk, de verdwenen boerderij Helzicht en de oude buitenplaats Helwijk. Op onderstaande kaart treffen we ook ‘de Helsche haven’ aan. 

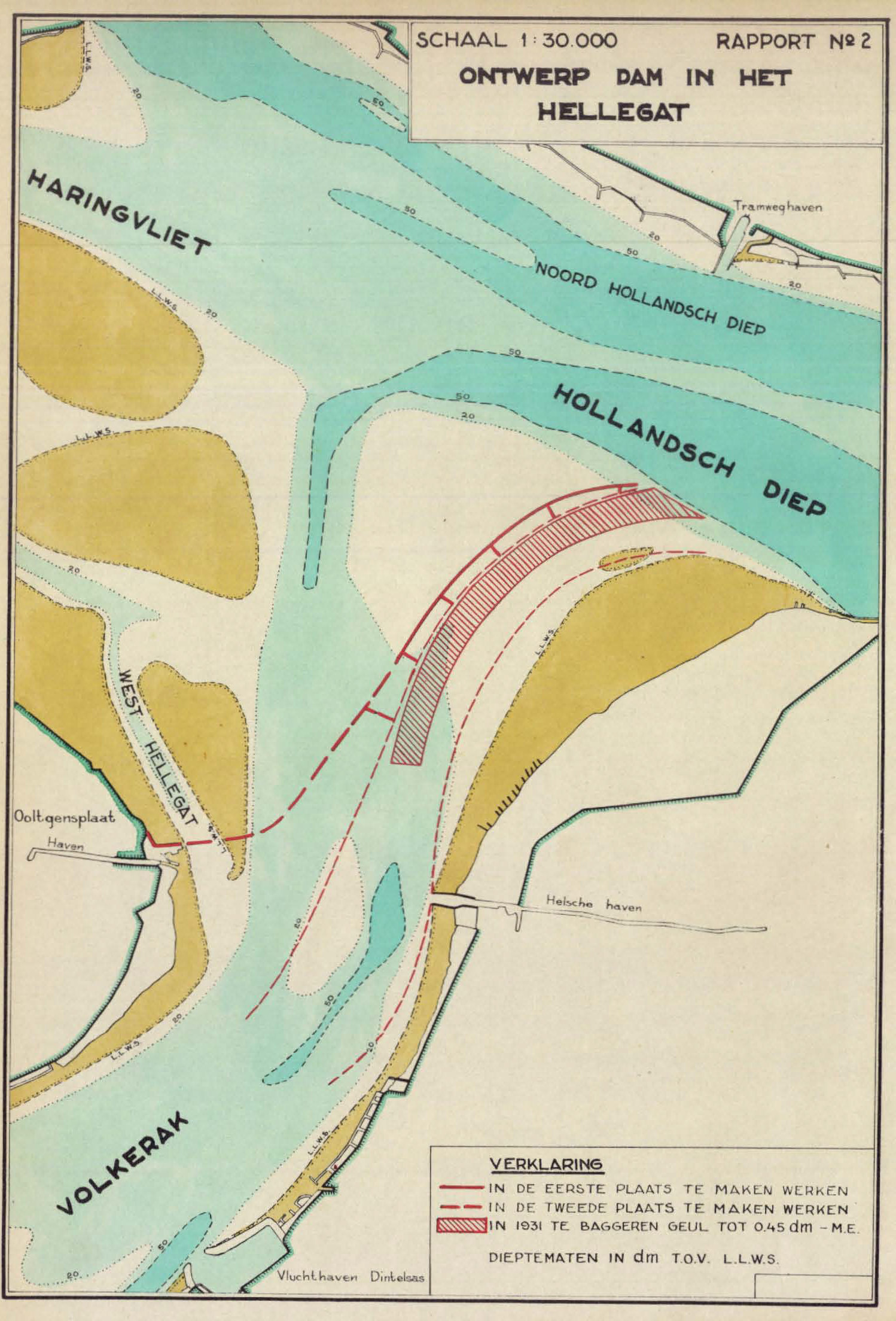
Ontwerp van de geleidedam door Johan van Veen

Vanwege de onbetrouwbaarheid van de ligging van de geulen en de dwarsstroming (die met name voor sleepvaartkonvooien erg hinderlijk was) werden vaak plannen gemaakt voor verbetering  van het stromingsbeeld. In de periode 1870-1900 vonden 83 scheepsrampen plaats, waarvan 34 bij ruw weer (bij hoog water is er een grote strijklengte, en dus hoge golven).  Een van de eerste ontwerpen is van Christiaan Brunings uit 1781. Latere ontwerpen zijn van Conrad (1871), De Bruyn (1883), Hoogenboom (1887), Schuurmans (1894), een hiervoor ingestelde staatscommissie (1896) en van Van der Thoorn (1903). Deze zijn echter geen van alle uitgevoerd. Alle ontwerpen gingen uit van een dam die vanuit Ooltgensplaat in noord- tot noordoostelijke richting loopt. Bij sommige plannen lag het einde vrij westelijk, waardoor het gevaar voor slingering tussen de dam en de Brabantse wal aanwezig zou blijven. Deze dammen waren allemaal ontworpen ten behoeve van de zeeweg van zee naar Dordrecht, die in die tijd via het Brouwershavense gat of de Oosterschelde liep. Maar door de aanleg van de Nieuwe Waterweg en de verbetering van de Oude Maas verviel die scheepvaartweg, en daarmee de noodzaak tot verbeteren van het Hellegat.
Door de opkomende binnenvaart tussen Rotterdam en Antwerpen na de Eerste Wereldoorlog werd de noodzaak tot verbetering van het Hellegat weer belangrijk. Er werd in de dertiger jaren van de 20e eeuw verder onderzoek naar gedaan door Johan van Veen van de Studiedienst Benedenrivieren van Rijkswaterstaat en er is een ontwerp gemaakt voor een verbetering. In 1932 was de leidam gereed.

In het kader van de Deltawerken werd er in het Hellegat een dam gelegd als onderdeel van de Volkerakdam tussen Goeree-Overflakkee, noordwestelijk Noord-Brabant en de Hoeksche Waard. Deze dammen komen in het midden van het water samen. Over de dammen lopen nu autosnelwegen en op het centrale punt ligt het Hellegatsplein, een verkeersplein op een kunstmatig eiland.